# منسون بندیکت
منسون بندیکت (انگلیسی: Manson Benedict؛ زاده ۹ اکتبر ۱۹۰۷ درگذشته ۱۸ سپتامبر ۲۰۰۶) یک دانشمند در زمینه مهندسی هسته‌ای بود.